# Lemešany
Lemešany (em húngaro: Lemes) é um município da Eslováquia, situado no distrito de Prešov, na região de Prešov. Tem 9,19 km² de área e sua população em 2018 foi estimada em 1.936 habitantes.

## Demografia
| Ano:        | 1994 | 2004   | 2014   | 2024   |
| ----------- | ---- | ------ | ------ | ------ |
| Broj ljudi: | 1669 | 1781   | 1882   | 2046   |
| Razlika:    |      | +6,71% | +5,67% | +8,71% |

| Ano:               | 2023 | 2024   |
| ------------------ | ---- | ------ |
| Número de pessoas: | 2043 | 2046   |
| Diferença:         |      | +0,14% |